# USS Pittsburgh (SSN-720)
| «Піттсбург»                | «Піттсбург»                           | «Піттсбург»                           |
| -------------------------- | ------------------------------------- | ------------------------------------- |
| USS Pittsburgh (SSN-720)   |                                       |                                       |
|                            |                                       |                                       |
|                            |                                       |                                       |
| Спуск на воду              | 8 грудня 1984 року                    | 8 грудня 1984 року                    |
| Виведений зі складу флоту  | 15 квітня 2020 року                   | 15 квітня 2020 року                   |
| Сучасний статус            | Знятий з експлуатації                 | Знятий з експлуатації                 |
| Проєкт                     |                                       |                                       |
| Тип ПЧ                     | USS                                   | USS                                   |
| Основні характеристики     |                                       |                                       |
| Швидкість (надводна)       | 20 вузлів                             | 20 вузлів                             |
| Швидкість (підводна)       | більше 20 вузлів                      | більше 20 вузлів                      |
| Робоча глибина занурення   | 250 — 280 метрів                      | 250 — 280 метрів                      |
| Гранична глибина занурення | 450 метрів                            | 450 метрів                            |
| Екіпаж                     | 12 офіцерів, 98 матросів              | 12 офіцерів, 98 матросів              |
| Розміри                    |                                       |                                       |
| Довжина найбільша (по КВЛ) | 110,3 метра                           | 110,3 метра                           |
| Ширина корпусу найб.       | 10 метрів                             | 10 метрів                             |
| Середня осадка (по КВЛ)    | 9,4 метра                             | 9,4 метра                             |
| Водотоннажність надводна   | 5895 тонн                             | 5895 тонн                             |
| Озброєння                  |                                       |                                       |
| Торпедно- мінне озброєння  | 4 × 21 в (533 мм) торпедні апарати    | 4 × 21 в (533 мм) торпедні апарати    |
| Ракетне озброєння          | 12 ракет Томагавк вертикального пуску | 12 ракет Томагавк вертикального пуску |

«Піттсбург» (англ. USS Pittsburgh (SSN-720)) — багатоцільовий атомний підводний човен, є 33-тім в серії з 62 підводних човнів типу «Лос-Анджелес», побудованих для ВМС США. Він став четвертим кораблем ВМС США, названим на честь міста Піттсбург, штату Пенсільванія. Призначений для боротьби з підводними човнами і надводними кораблями противника, а також для ведення розвідувальних дій, спеціальних операцій, перекидання спецпідрозділів, нанесення ударів, мінування, пошуково-рятувальних операцій.

## Будівництво
Контракт на будівництво підводного човна був присуджений компанії General Dynamics Electric Boat Division (GDEB), Гротон, штат Коннектикут, 16 квітня 1979 року. Церемонія закладки кіля відбулася 15 квітня 1983 року. Спущений на воду 8 грудня 1984 року. Спонсором стала доктор Керол Сойєр. Введений в експлуатацію 23 листопада 1985 року. Порт приписки військово-морська база Гротон.

## Історія служби
2 квітня 1991 року під час операції «Буря в пустелі» з човна був проведений запуск ракет «Томагавк» по Іраку.
У жовтні 2002 року покинув порт приписки Гротон для запланованого розгортання в Середземному морі, з якого повернувся 27 квітня 2003 року. Під час розгортання провів запуск ракет Томагавк по Іраку в рамках операції «Свобода Іраку».
1 квітня 2005 прибув на військово-морську верф у Портсмуті, штат Мен, для капітального ремонту, що тривав 16 місяців.
4 лютого 2009 року повернувся в порт приписки після шестимісячного розгортання у африканського узбережжя.

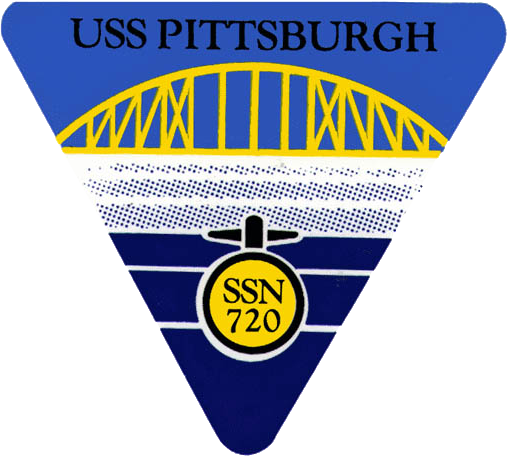
Емблема човна

15 жовтня 2010 року повернувся в порт приписки після більш ніж шестимісячного розгортання в зоні відповідальності Шостого флоту США.
У грудні 2011 року покинув порт приписки для запланованого розгортання на Близькому Сході, з якого повернулася 27 червня 2012 року. 3 серпня командир Майкл Уорд II був звільнений від командування човном після того, як в засобах масової інформації з'явилися повідомлення про «особисті порушення». 5 вересня прибув в плавучий сухий док військово-морської верфі в Нью-Лондон для проведення дев'ятимісячного ремонту, який був завершений 26 лютого 2013 року.
За повідомленням від 21 вересня 2018 року через виявлення витоку води в реакторному відсіку повернувся в порт приписки Гротон.
Човен був офіційно деактивований 17 січня 2020 року в Музеї підводних бойових дій у місті Кейпорт, штат Вашингтон. Виведений з експлуатації 15 квітня 2020 року.